# Rauhia occidentalis
Rauhia occidentalis är en amaryllisväxtart som beskrevs av Pierfelice Ravenna. Rauhia occidentalis ingår i släktet Rauhia och familjen amaryllisväxter.
Artens utbredningsområde är Peru. Inga underarter finns listade i Catalogue of Life.